# ジャン・バール (カサール級駆逐艦)
ジャン・バール（フランス語：Jean Bart, D 615）は、フランス海軍のカサール級駆逐艦2番艦。艦名はジャン・バールに由来し、この名を受け継いだフランス軍艦は八代目に当たる。

## 艦歴
「ジャン・バール」は、DCNロリアン工廠で建造され1986年3月12日に起工、1988年3月19日に進水、1991年9月21日に就役する。
1990年7月13日にダンケルクと命名都市の関係を結ぶ。「ジャン・バール」はトゥーロンに配備され航空母艦の護衛を主任務とし海洋における諸任務に当たる。
2001年の不朽の自由作戦で「R91 シャルル・ド・ゴール」空母戦闘群の一員としてインド洋に展開する。2002年から2003年にかけて近代化改修工事を受ける。2004年2月から6月にかけてインド洋・ペルシャ湾に展開する。2006年7月にはレバノン侵攻に伴い避難民救援作戦（fr:Opération Baliste）のためレバノンに8月まで派遣される。
2008年2月23日からアラブ首長国連邦とカタールが参加するガルフシールド01演習に参加する。3月にはイギリス海軍「R06 イラストリアス」とスペイン海軍「F-104 メンデス・ヌニェス」と合同でオリオン08演習に参加、同月25日には「S605 アメティスト」と識別演習を実施、演習終了後にマスカットに寄港する。その後帰路につくが4月4日に豪華ヨット「ル・ポナン（Le Ponant）」がソマリア沖の海賊に襲撃され乗員は人質となった。4月12日に人質は解放され「ジャン・バール」と「R97 ジャンヌ・ダルク」は乗艦していたGIGNおよび海軍コマンドーを艦載ヘリコプターに搭乗させ発艦、逃走した海賊を追跡・強襲して一部を拘束した。
2010年8月には短期間ながらアタランタ作戦に参加していた。
2011年3月にはリビア飛行禁止空域での海上封鎖任務のために「D620 フォルバン」と共にリビア沖に派遣される。